# 池田誠剛
池田 誠剛（いけだ せいごう、1960年12月16日 - ）は、埼玉県浦和市（現：さいたま市）出身の元サッカー選手、サッカー指導者。

## 来歴
早稲田大学を経て、古河電気工業に入部。現役時代は故障がちで、十字靭帯損傷が原因となって現役を引退した。引退後は指導者となりジェフ市原や浦和レッズなどでキャリアを重ねた。
2014年12月、ロアッソ熊本のコンディショニングアドバイザーに就任した。
2016年、早稲田大学での同期・城福浩が指揮を執るFC東京のフィジカルコーチに就く。併行開催されるAFCチャンピオンズリーグとリーグ戦を戦い抜くための体力作りを担ったが、効果的なトレーニングを行えなかったために、体力の落ちた試合終盤に失点する試合が続いた。同年7月、城福の解任と共に退任。
2017年7月、FC今治のトップチームフィジカルコーチに就任した。
2018年、城福が監督に就いたサンフレッチェ広島のフィジカルコーチに就任。2021年12月18日、退任が発表された。
2022年、Kリーグ1に所属する蔚山現代FCに招聘された。
2025年1月9日、浦和レッズトップチームのハイパフォーマンスコーディネーターに就任。新設の役職で選手のフィジカル面およびコンディション面を包括的な管理を担う。また、同職への就任によって弟の池田伸康と浦和のトップチームで一緒に仕事をすることになった。

## 私生活
- 元サッカー選手、サッカー指導者で浦和レッズのトップチームコーチを務めている池田伸康は弟。

## 所属クラブ
- ロクFC[11]
- 1976年 - 1978年 浦和ルーテル学院高校（現・青山学院大学系属浦和ルーテル学院高校）
- 1979年 - 1982年 早稲田大学
- 1983年 - 1990年 古河電気工業サッカー部

## 個人成績
| 国内大会個人成績 | 国内大会個人成績 | 国内大会個人成績 | 国内大会個人成績 | 国内大会個人成績 | 国内大会個人成績 | 国内大会個人成績 | 国内大会個人成績 | 国内大会個人成績 | 国内大会個人成績 | 国内大会個人成績 | 国内大会個人成績 |
| 年度             | クラブ           | 背番号           | リーグ           | リーグ戦         | リーグ戦         | リーグ杯         | リーグ杯         | オープン杯       | オープン杯       | 期間通算         | 期間通算         |
| 年度             | クラブ           | 背番号           | リーグ           | 出場             | 得点             | 出場             | 得点             | 出場             | 得点             | 出場             | 得点             |
| 日本             | 日本             | 日本             | 日本             | リーグ戦         | リーグ戦         | JSL杯            | JSL杯            | 天皇杯           | 天皇杯           | 期間通算         | 期間通算         |
| ---------------- | ---------------- | ---------------- | ---------------- | ---------------- | ---------------- | ---------------- | ---------------- | ---------------- | ---------------- | ---------------- | ---------------- |
| 1983             | 古河             | 10               | JSL1部           | 6                | 0                | 1                | 0                | 0                | 0                | 7                | 0                |
| 1984             | 古河             | 19               | JSL1部           | 16               | 0                | 3                | 0                | 5                | 1                | 24               | 1                |
| 1985             | 古河             | 19               | JSL1部           | 6                | 0                | 0                | 0                | 3                | 2                | 9                | 2                |
| 1986-87          | 古河             | 19               | JSL1部           | 16               | 1                | 0                | 0                | ※                | ※                | 16               | 1                |
| 1987-88          | 古河             | 19               | JSL1部           | 1                | 0                | 2                | 0                | 2                | 1                | 5                | 1                |
| 1988-89          | 古河             | 11               | JSL1部           | 0                | 0                | 1                | 0                | 0                | 0                | 1                | 0                |
| 1989-90          | 古河             | 11               | JSL1部           | 0                | 0                | 0                | 0                | 0                | 0                | 0                | 0                |
| 通算             | 日本             | 日本             | JSL1部           | 45               | 1                | 7                | 0                | 10               | 4                | 62               | 5                |
| 総通算           | 総通算           | 総通算           | 総通算           | 45               | 1                | 7                | 0                | 10               | 4                | 62               | 5                |

※1986年度の天皇杯は、古河電工がアジアクラブ選手権1986-87出場のため辞退

## 指導歴
- 1991年 - 1996年  東日本JR古河 / ジェフユナイテッド市原
  - 1991年 アシスタントコーチ
  - 1992年 ヘッドコーチ 兼 フィジカルコーチ
  - 1993年 - 1996年 フィジカルコーチ
- 1997年 - 2007年  横浜マリノス / 横浜F・マリノス
  - 1997年 - 2004年 フィジカルコーチ
  - 2006年 - 2007年 チーフフィジカルプロフェッサー
- 2004年04月 - 2007年3月  横浜国立大学 非常勤講師
- 2007年11月 - 2008年3月  釜山アイパーク 臨時フィジカルコーチ
- 2008年04月 - 2010年  浦和レッズ アカデミーセンター フィジカルコーチ 兼  U-20/21韓国代表 フィジカルコーチ
- 2011年 - 2012年  U-22/23韓国代表 フィジカルコーチ
- 2013年  杭州緑城足球倶楽部 フィジカルコーチ
- 2013年7月 - 2014年  韓国代表 フィジカルコーチ
- 2015年  ロアッソ熊本 コンディショニングアドバイザー
- 2015年5月 - 2015年11月  香港代表 フィジカルコーチ
- 2016年1月 - 2016年7月  FC東京 フィジカルコーチ
- 2016年 - 2017年  杭州緑城足球倶楽部 フィジカルコーチ
- 2017年7月 - 2017年12月  FC今治 フィジカルコーチ
- 2018年 - 2021年  サンフレッチェ広島 フィジカルコーチ
- 2022年 - 2024年  蔚山現代FC/蔚山HD FC フィジカルコーチ
- 2025年 -  浦和レッズ トップチームハイパフォーマンスコーディネーター